# Мёдэн (станция)
Станция Мёдэн (яп. 妙典駅 мё:дэн эки) — железнодорожная станция на линии Тодзай расположенная в городе Итикава префектуры Тиба. Станция обозначена номером T-21. Была открыта 22-го января 2000 года.

## Планировка станции
Две платформы островного типа и 4 пути.
| 1,2 | ○ Линия Тодзай | Ниси-Фунабаси, Тоё-Кацутадай                                      |
| 3,4 | ○ Линия Тодзай | Ураясу, Отэмати, Иидабаси, Такаданобаба, Накано, Линия Тюо Митака |

## Близлежащие станции
| «      |  | Линия        |  | »              |
| ------ |  | ------------ |  | -------------- |
| Гётоку |  | Линия Тодзай |  | Бараки-Накаяма |